# 271
271（二百七十一、にひゃくななじゅういち）は自然数、また整数において、270の次で272の前の数である。

## 性質
- 271は58番目の素数である。1つ前は269、次は277。
  - 約数の和は272。
    - 約数の和が回文数になる23番目の数である。1つ前は251、次は274。(オンライン整数列大辞典の数列 A028980)
- 269と271は18番目の双子素数である。1つ前は(239, 241)、次は(281, 283)。
- 271 = 271 + 0 × i (iは虚数単位)
  - a + 0 × i (a > 0) で表される31番目のガウス素数である。1つ前は263、次は283。
- 12番目の非正則素数である。1つ前は263、次は283。
- 16番目の 8n − 1 型の素数である。この類の素数は x2 − 2y2 と表せるが、271 = 172 − 2 × 32 である。1つ前は263、次は311。
- 27…71 の形の最小の素数である。次は2777771。(オンライン整数列大辞典の数列 A101966)
- 末尾の2桁が71の2番目の素数である。1つ前は71、次は571。(オンライン整数列大辞典の数列 A167441)
- 271 + 172 = 443
  - 271を逆順に並べた172を加えると443と素数になる。素数において逆順に並べた数を加えても素数になる6番目の数である。1つ前は269、次は277。(オンライン整数列大辞典の数列 A061783)
- 1/271 = 369/99999 = 0.00369… (下線部は循環節で長さは5)
  - 逆数が循環小数になる数で循環節が5になる7番目の数である。1つ前は246、次は328。
- 各位の和が10になる27番目の数である。1つ前は262、次は280。
  - 各位の和が10になる数で素数になる8番目の数である。1つ前は181、次は307。(オンライン整数列大辞典の数列 A107579)
- 271 = 42 + 52 + 62 + 72 + 82 + 92
  - 6連続整数の平方和で表せる4番目の数である。1つ前は199、次は355。
- 271 = 103 − 93
  - n = 10 のときの n3 − (n − 1)3 の値とみたとき1つ前は217、次は331。(オンライン整数列大辞典の数列 A003215)
  - 連続する立方数の差で表せる6番目の素数である。1つ前は127、次は331。
  - 271 = 102 + 10 × 9 + 92
    - 1辺10の立方体を1辺1の立方体1000個を使って作ったとき、同時に見ることができる1辺1の立方体は最大271個である。
- 271 = 13 + 33 + 33 + 63
  - 4つの正の数の立方和で表せる61番目の数である。1つ前は266、次は278。(オンライン整数列大辞典の数列 A003327)
- 271 = 162 + 16 − 1 = 172 − 17 − 1
  - n = 16 のときの n2 + n − 1 の値とみたとき1つ前は239、次は305。(オンライン整数列大辞典の数列 A028387)
    - この形の12番目の素数である。1つ前は239、次は379。(オンライン整数列大辞典の数列 A002327)
- 271 × 10−2 = 2.71 はネイピア数 e の数字列である。
  - ネイピア数の数字列からできる2番目の素数である。1つ前は2、次は2718281。(オンライン整数列大辞典の数列 A007512)
- 271 = 44 + 42 − 1
  - n = 4 のときの n4 + n2 − 1 の値とみたとき1つ前は89、次は649。
    - n4 + n2 − 1 の形の3番目の素数である。1つ前は89、次は4159。(オンライン整数列大辞典の数列 A174819)

## その他 271 に関連すること
- 年始から数えて271日目は9月28日、閏年は9月27日。
- スカパー!のCh271は、ミュージック・エア。
- ダダ271号は、ウルトラマン第28話に登場した怪獣。
- モリス (USS Morris, DD-271) は、アメリカ海軍の駆逐艦。
- レイ (USS Ray, SS/SSR-271) は、アメリカ海軍の潜水艦。
- 271型レーダー
- UFC 271
- JR西日本271系電車
- 271号線 (チェコ)